# 久留米工业学园短期大学
久留米工业学园短期大学（日语：／ Kurume Kōgyō Gakuen Tanki Daigaku *），简称久工短大，是过去一所位于日本福冈县久留米市的私立短期大学。

## 概要

### 简介
- 学校法人久留米工业学园经营之短期大学了。学校法人成立于1958年、短期大学为于1966年开办。招収男女学生到1975年、正式停办于1979年[2][3]。名称类似久留米工业短期大学、但不同。

### 历史
- 1966年 久留米工业学园短期大学成立。并同时设置自动车工业科分离为两个课程、以下列举[2]。
  - 第一部：一年招収男女学生100
  - 第二部：一年招収男女学生100
- 1969年 自动车工业科的分一年招収各自变更为、以下列举[3]。
  - 第一部：一年招収男女学生100⇒300
  - 第二部：一年招収男女学生100⇒200
- 1970年 自动车工业专攻成立于专科[3]。
- 1973年 设备工业科成立[2]。一年招収男女学生100[3]
- 1975年 最后一年招生、次年停止招生（正式停办于1979年6月5日[3]）。

## 学校环境
- 校区：在了福冈县久留米市[注 1]

## 历任校长
- 佐藤博：历任短期大学校长从开办到停办[4][5]。

## 组织

### 学科
- 自动车工业科
  - 第一部
  - 第二部
- 设备工业科

### 专科
| - 自动车工业专攻 |

### 业余课程
| - 没有 |

## 相关链接
- 日本短期大学列表